# فرودگاه آیپوتا
فرودگاه آیپوتا (به انگلیسی: Ipota Airport) یک فرودگاه همگانی با کد یاتا IPA است. این فرودگاه در کشور وانواتو قرار دارد و در ارتفاع ۷ متری از سطح دریا واقع شده‌است.

## شرکت‌های هواپیمایی و مقصدهای پروازی
| شرکت‌های هواپیمایی | مقصدهای پروازی           |
| ----------------- | ------------------------ |
| ایر وانواتو       | انیوا، باورفیلد، وایت‌گرس |